# Wapen van Awans

Het wapen van Awans

Het wapen van Awans werd op 17 juli 2003 aan de Luikse gemeente Awans toegekend.

## Geschiedenis
Het wapen is dat van Humbert Corbeau de Clermont (een opvolger en kleinzoon van de gelijknamige Humbert Corbeau, die de rampzalige Awans- en Warouxoorlog begon), die op 25 januari 1331 de heerlijkheid Awans verkocht aan de prins-bisschop van Luik.

## Blazoen
Het wapen wordt als volgt omschreven:
De vair plain.
Van vair.— 17 juli 2003.